# Bloomfield (Nova York)
Bloomfield és una població dels Estats Units a l'estat de Nova York. Segons el cens del 2000 tenia 1.267 habitants.

## Demografia
Segons el cens del 2000, Bloomfield tenia 1.267 habitants, 474 habitatges, i 346 famílies. La densitat de població era de 346,9 habitants/km².
Dels 474 habitatges en un 35% hi vivien nens de menys de 18 anys, en un 57,6% hi vivien parelles casades, en un 11,6% dones solteres, i en un 27% no eren unitats familiars. En el 19,8% dels habitatges hi vivien persones soles el 6,5% de les quals corresponia a persones de 65 anys o més que vivien soles. El nombre mitjà de persones vivint en cada habitatge era de 2,62 i el nombre mitjà de persones que vivien en cada família era de 3.
Per edats la població es repartia de la següent manera: un 26,4% tenia menys de 18 anys, un 7,8% entre 18 i 24, un 31,9% entre 25 i 44, un 23% de 45 a 60 i un 10,8% 65 anys o més.
L'edat mediana era de 36 anys. Per cada 100 dones de 18 o més anys hi havia 91,8 homes.
La renda mediana per habitatge era de 47.663 $ i la renda mediana per família de 53.977 $. Els homes tenien una renda mediana de 35.197 $ mentre que les dones 24.485 $. La renda per capita de la població era de 23.669 $. Entorn del 3% de les famílies i el 4,1% de la població estaven per davall del llindar de pobresa.